# Hartmut Wedekind (Schwimmer)
Hartmut Wedekind (* 16. Juni 1964 in Duisburg) ist ein deutscher Schwimmer und Olympiateilnehmer. Der 1,87 m große und 92 kg schwere Athlet startete für den Sportclub Bochum-Wattenscheid.
1986 und 1987 gewann er jeweils den Titel über 200 m Brust.
Er nahm an den Olympischen Spielen 1988 in Seoul teil, scheiterte jedoch bereits im Vorlauf (seine Zeit von 2:22,55 min bedeutete in der Gesamtwertung Platz 31 unter 54 Teilnehmern).
Im Jahr 2014 gewann Wedekind – für den SV Bayer Uerdingen 08 startend – bei den NRW-Meisterschaften in Lünen in der Masters-Klasse den Titel über 50 m Brust. Seine persönliche Bestzeit über diese Strecke liegt bei 30,90 s.